# Édouard Vuillard
Jean-Édouard Vuillard (Cuiseaux, 1868. november 11. – La Baule, 1940. június 21.) francia festő, grafikus, a Nabis csoport tagja.

## Élete, munkássága

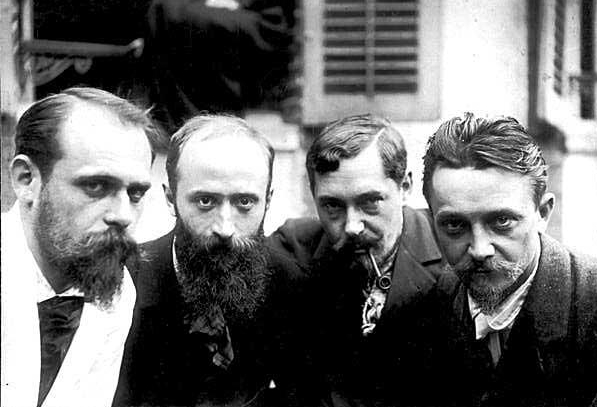
Ker-Xavier Roussel, Édouard Vuillard, Romain Coolus és Félix Vallotton 1899-ben

Édouard Vuillard egy kis faluban született Saône-et-Loire megyében. Apja nyugdíjas hajóskapitány volt. A gyerek tízéves korában a család Párizsba költözött, meglehetősen szerény körülmények közé. 1884-ben meghalt az apa, és a fiú tanulmányainak folytatását csak egy ösztöndíj elnyerése tette lehetővé, amelynek révén a jó hírű Condorcet líceumban tanulhatott. Itt találkozott és barátkozott össze a majdani festőkkel, Ker-Xavier Roussellel (aki később a sógóra lett) és Maurice Denis-vel, a leendő zenész Pierre Hermant-nal és a később írói pályára lépő Pierre Véberrel és Lugné-Poëvel. A felajánlott katonai pálya helyett ő inkább a művészi pálya iránt vonzódott, beiratkozott az École des Beaux-Arts-ra, ahol akkor tanult Pierre Bonnard is. 1885-ben Diogène Maillart műtermében szerezte meg alapvető művészeti ismereteit, ahova legjobb barátjával, Roussellel együtt járt. Édesanyjánál lakott, egészen hatvanéves koráig.
Látogatta Stéphane Mallarmé nevezetes „keddjeit” és a Revue Blanche szerkesztőségében rendezett összejöveteleket. Itt ismerkedett meg Sérusier-vel, majd Gauguinnel, Bonnard-ral, Maillollal, Vallottonnal, Rippl-Rónai Józseffel és másokkal. 1888-ban csatlakozott a Nabis-hoz, Bonnard pedig megosztotta vele és Maurice Denis-vel a műtermét. Az 1890-es években díszletfestő volt Lugné-Poë Théâtre de l'Oeuvre színházában. 1888 körül festett képein észrevehető volt érzéke a megfigyelés, a komponálás és a harmónia iránt. A harsogó színvilág irányába tett rövid kitérője után visszatért a finom, visszafogott kolorithoz. Kis enteriőr-jeleneteket festett, amolyan „intim freskók”-at, meg dekorációkat, például a Théâtre des Champs-Elysées-be. Az utolsó ilyen jellegű megbízásai a párizsi Chaillot-palota (1937) és a genfi Palais des Nations (1939) volt.
Műveit először az 1901-es Salon des Indépendants-on állította ki, majd az 1903-as Őszi Szalonon is szerepelt. Ezt követően rendszeres kiállítója volt a hazai és a külföldi tárlatoknak.
Az évtized végén számos utazást tett: előbb Velencébe és Firenzébe, majd Londonba, később pedig Milánóba utazott, emellett látogatást tett Spanyolországban is. Előbbit Bonnard-ral, utóbbit Denis-vel, Roussellel és Chastellel közösen tette. Az említetteken kívül fontos részt képviselnek még életművében a portrék. Akiket közel érzett magához (anyja, barátai), azokról finom, intim hangulatú arcképeket tudott készíteni, amelyek kvalitása a legnagyobb mesterekével vetekszik (annál nehezebben birkózott meg a megrendelésre festett portrékkal). Képein felfedezhető a finom humor, a derűs, de nem vidám szemléletmód. Művein a dísztelenségre törekedett. Ennek érdekében egy időben illóolajokkal festett szürke kartonra, így azt érte el, hogy a fedetlen részek áttűnő alapja mintegy belejátszott a kompozíció harmóniájába. Élete vége felé komoly hangokat is megütött, ezek a képei már közel sem mutatják azokat a kellemes vonásokat, mint a korábbiak, ugyanakkor hangulatuk mégis békés, megbízható és nyugodt.
La Baule-ban, egy Nyugat-Franciaországi falusi üdülőhelyen halt meg.

## Képei (válogatás)

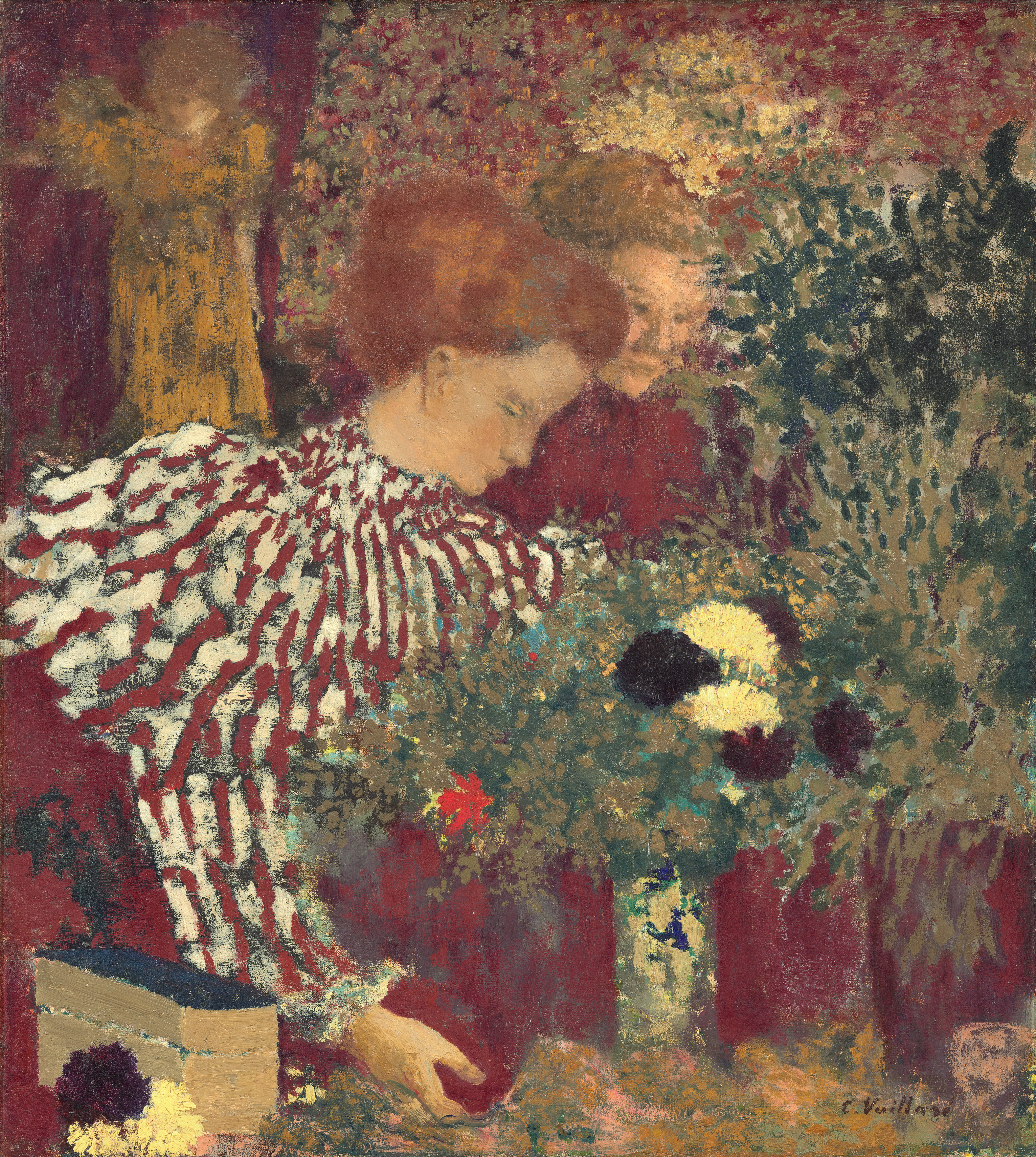
A csíkos blúz (1895)
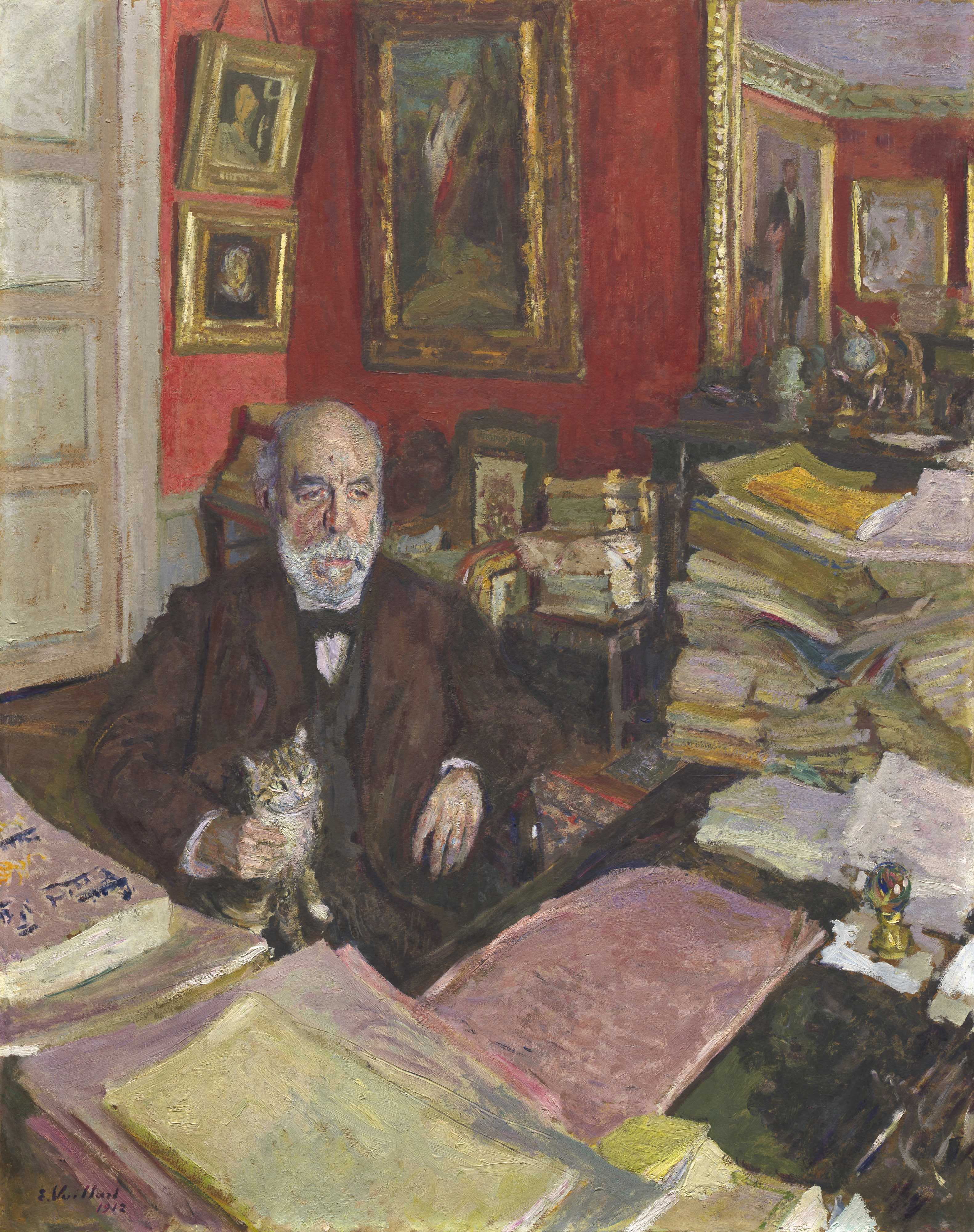
Théodore Duret (1912)
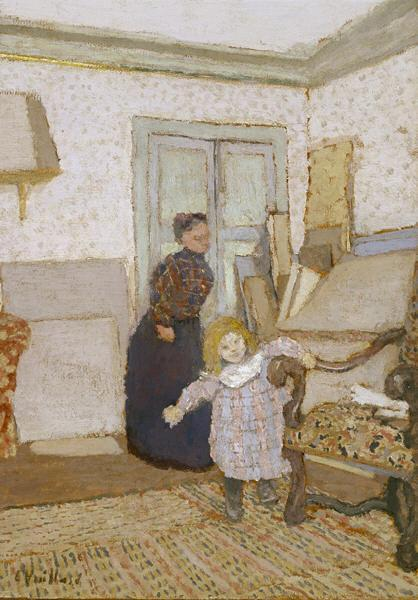
Az első lépések (1890 után)
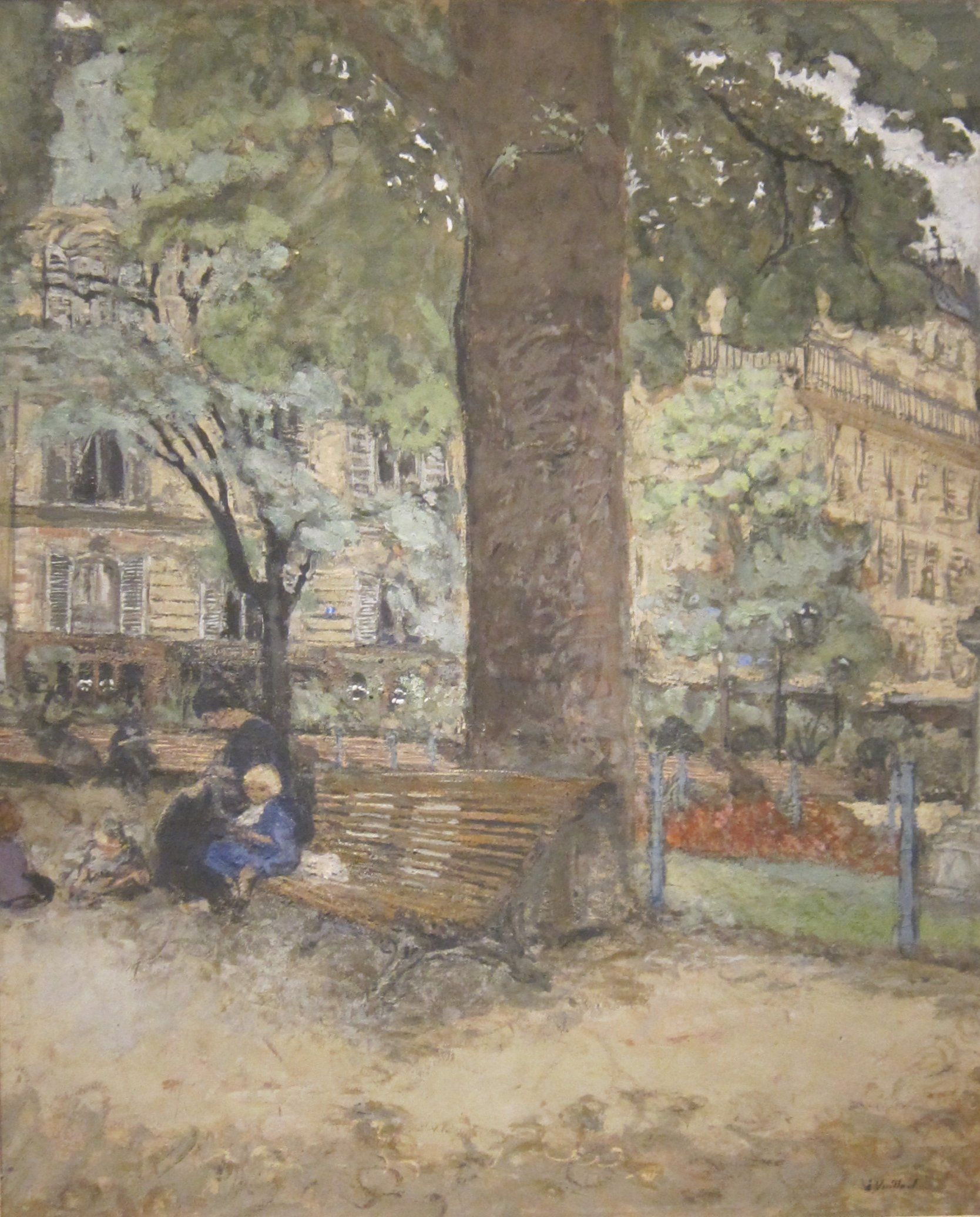
Pad a Vitimille parkban (1917)
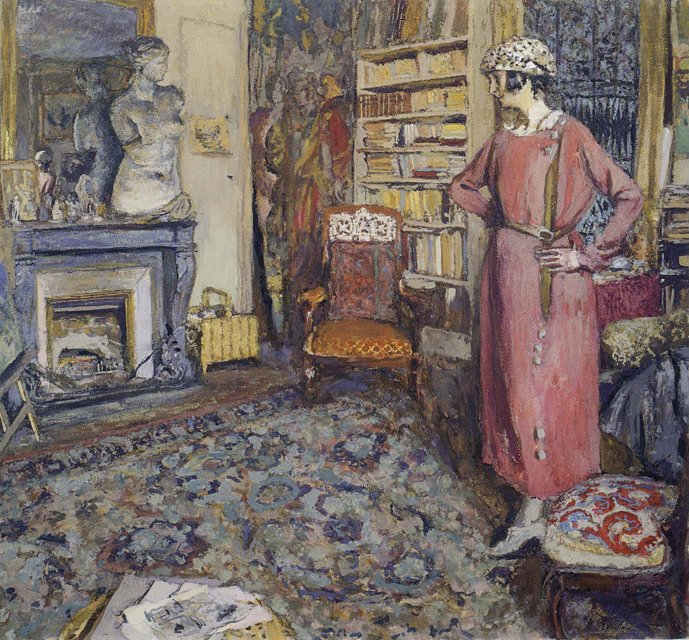
Milói Vénusz (1920)